# United States Air Force Thunderbirds
Die United States Air Force Thunderbirds sind eine Kunstflugstaffel der United States Air Force. Die Maschinen der Staffel sind in den US-amerikanischen Nationalfarben rot, weiß und blau lackiert.

## Geschichte

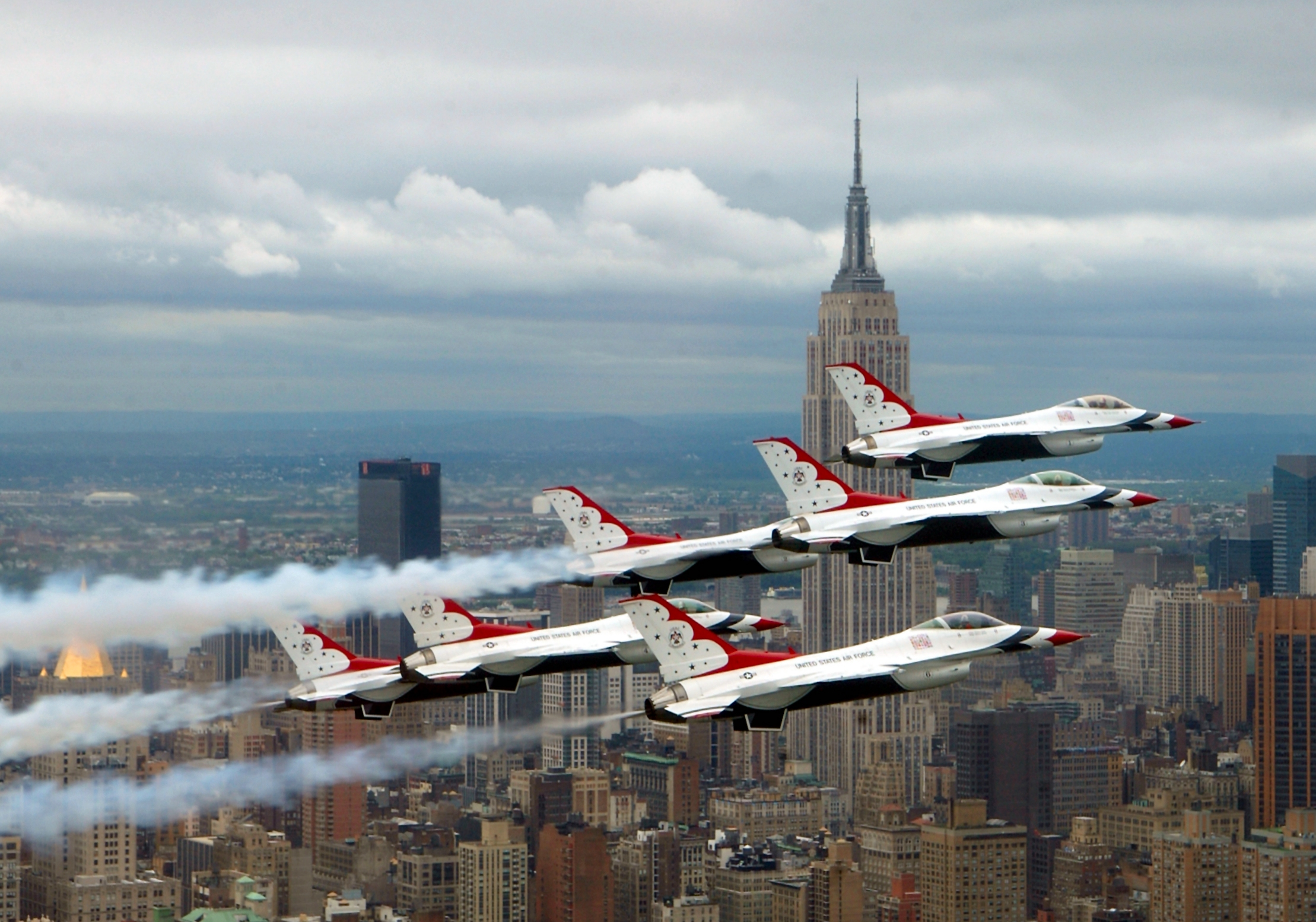
Thunderbirds-Staffel vor der Silhouette von New York

Gegründet wurde die Staffel am 25. Mai 1953 als 3600th Air Demonstration Unit auf der Luke Air Force Base in Glendale. Der Spitzname Thunderbirds (dt.: Donnervögel), der sich aus der indianischen Kultur ableitet, wurde recht schnell zur offiziellen Bezeichnung der Staffel.
Die ersten Maschinen der Thunderbirds waren F-84 Thunderstreak, seinerzeit das beste strahlgetriebene Flugzeug der US Air Force. 1956 wechselte die Staffel auf F-100 Super Sabre, mit der auch erstmals überschallschnelle Kunstflugfiguren geflogen wurden. Der Einsatz der F-105 Thunderchief wurde 1964 wegen massiver technischer Probleme wieder aufgegeben. Da man zu dieser Zeit ohnehin erheblichen Bedarf an dieser Maschine für den Vietnamkrieg hatte, kehrte die Staffel zu den Super Sabres zurück. Im Sommer 1969 wurde, nach 13 Jahren, die F-4 Phantom als Staffelflugzeug eingeführt. Während der ersten Ölkrise 1974 wurde die im Vergleich zur Phantom weitaus treibstoffsparendere T-38 Talon eingesetzt. 1976, zum 200-jährigen Bestehen der Vereinigten Staaten, wurden die Thunderbirds zur offiziellen Flugstaffel, die bei allen großen Veranstaltungen auftrat.
Aktuell fliegen die Thunderbirds F-16C Fighting Falcons, nachdem das A-Modell 1986 eingeführt und 1992 durch das aktuelle ersetzt wurde. Heimat der Thunderbirds ist seit 1956 die Nellis Air Force Base bei Las Vegas in Nevada.
Eine weitere Kunstflugstaffel der US-amerikanischen Streitkräfte sind die Blue Angels der Navy.